# 阿瓦萨克萨
阿瓦萨克萨山（芬蘭語：Aavasaksa）是芬兰西部拉普兰区上托尔尼奥市镇的一座山，海拔242米（794英尺）。阿瓦萨克萨山靠近芬兰、瑞典边境，以其景观而知名。该地被列为芬兰国家景观。1876年，俄国沙皇亚历山大二世造访此地。阿瓦萨克萨是芬兰境内能够观看极昼的最南端。该地同附近的北极圈标志被联合国教科文组织列入世界遗产。